# Bouboura
Bouboura est un village situé dans le département de Fô de la province du Houet dans la région du Hauts-Bassins au Burkina Faso.

## Éducation et santé un CEG et une école a 6 classes
Le village de Bouboura accueille un centre de santé et de promotion sociale (CSPS).